# Selçuk Yula
Selçuk Yula, né le 8 novembre 1959 à Ankara, et mort le 6 août 2013 à Istanbul, est un footballeur turc qui évoluait au poste d'attaquant.
Selçuk Yula est aujourd'hui, dans la mémoire des supporters turcs, une icône  qui a marqué l'histoire de son pays.

## Palmarès
- Champion de Turquie en 1983 et en 1985 avec Fenerbahçe
- Vainqueur de la Coupe de Turquie en 1983 avec Fenerbahçe
- Vainqueur de la Supercoupe de Turquie en 1985 avec Fenerbahçe
- Meilleur buteur du Championnat de Turquie en 1982 et en 1983